# Nasser Al Siyabi
Nasser Al Siyabi, destacado deportista de Omán de la especialidad de tent pegging quien fue campeón de Asia en Mascate 2010.

## Trayectoria
La trayectoria deportiva de Nasser Al Siyabi se identifica por su participación en los siguientes eventos nacionales e internacionales:

### Juegos Asiáticos de Playa
Fue reconocido su triunfo por ser el segundo deportista con el mayor número de medallas de la selección de  Omán 
en los juegos de Mascate 2010.

#### Juegos Asiáticos de Playa de Mascate 2010
Su desempeño en la segunda edición de los juegos, se identificó por ser el segundo deportista con el mayor número de medallas entre todos los participantes del evento, con un total de 3 medallas:

- , Medalla de oro: Limones y clavijas
- , Medalla de oro: Equipo de Lance
- , Medalla de oro: Equipo de Espada